# (8281) 1991 PC18
A (8281) 1991 PC18 a Naprendszer kisbolygóövében található aszteroida. Henry E. Holt fedezte fel 1991. augusztus 8-án.